# Музыка в японской анимации
Музыка в аниме состоит из песен, фоновой музыки, музыкальных тем, использующихся в начальной и конечной заставке, и звуковых эффектов. Они создаются отдельно, а затем соединяются со звуковой дорожкой аниме. Главный композитор обычно подчиняется продюсеру, так как музыка — важный элемент рекламы и сопутствующих товаров, поэтому её пишут в соответствии с пожеланиями заказчиков. Впоследствии саундтрек выпускается для продажи на дисках, и в том числе от этих продаж идёт основное финансирование. Туда также могут включаться радиопостановки и «character song» («image song») — песни персонажей, которые исполняют озвучивающие эти роли актёры (сэйю).
Песни в начальной и конечной заставке («опенинг» и «эндинг») поют либо специально приглашённые музыканты, либо сами сэйю. Случается, что во время создания аниме сэйю организовывают собственные музыкальные группы и проводят концерты, исполняя песни из саундтрека. Впервые такая практика была использована в сериале Bubblegum Crisis. Часто начинающие поп-исполнители пытаются получить роль в популярном аниме-сериале, чтобы спеть в нём песню и сделать рекламу своему альбому. Некоторые музыканты специализируются на исполнении песен в аниме: Мицуко Хориэ, Итиро Мидзуки, Исао Сасаки и другие.

## Композиторы саундтреков к аниме
Многие композиторы музыки в японской анимации также пишут саундтреки для компьютерных игр и фильмов, другие являются классическими или джазовыми исполнителями и не имеют связей с киноиндустрией.
Среди известных композиторов, пишущих музыку к аниме, можно назвать Дзё Хисаиси, который известен благодаря работе с Хаяо Миядзаки; Сиро Сагису, создателя музыкального сопровождения к «Евангелиону»; Кэндзи Каваи, написавшего саундтрек к Blue Seed, Patlabor и «Ранма ½»; Ёко Канно, которую Хелен Маккарти называет «лучшим аниме-композитором» своего времени, прославившейся благодаря The Vision of Escaflowne, Cowboy Bebop и другим работам; Кохэя Танаку, работавшего над Gunbuster.